# Il doc 4
Il doc 4 è un singolo del rapper italiano VillaBanks, pubblicato il 14 febbraio 2024.

## Descrizione
Il brano ha visto la partecipazione vocale dei rapper italiani Ernia, Emis Killa e Niky Savage.

## Tracce
1. Il doc 4 (feat. Ernia, Emis Killa e Niky Savage) – 2:55

## Classifiche
| Classifica (2024) | Posizione massima |
| ----------------- | ----------------- |
| Italia            | 43                |